# Denis Connaghan
Denis Connaghan (Glasgow, 9 de enero de 1945-15 de enero de 2024) fue un futbolista británico que jugó en la posición de guardameta.

## Equipos
| Periodo   | Club               |
| --------- | ------------------ |
| 1966-1967 | St. Mirren FC      |
| 1967      | Baltimore Bays     |
| 1968-1971 | St. Mirren FC      |
| 1971-1976 | Celtic FC          |
| 1977-1979 | Greenock Morton FC |
| 1979-1980 | Clyde FC           |
| 1980-1981 | Arthurlie FC       |

## Logros
- Scottish League First Division: 1971–72[5]
- Scottish Cup: 1973–74[5][6]
- Copa Drybrough: 1974–75[3][5]